# Eric Moe
Eric Moe, född 6 mars 1988 i Timrå, är en svensk ishockeyspelare. 
Moe spelar back och representerar 2014 IF Sundsvall Hockey i division 1 i ishockey. Moe har tidigare spelat med moderklubben Timrå IK i två sejourer i både Elitserien i ishockey och i Hockeyallsvenskan. Han har även representerat Leksands IF i Hockeyallsvenskan och var under den perioden även utlånad till IF Sundsvall Hockey i allsvenskan och division 1 samt två matcher till Modo Hockey i elitserien. 
Moe representerade Sverige vid Juniorvärldsmästerskapet i ishockey 2008 och J18-EM 2006. Som ungdomsspelare representerade han Medelpad i TV-pucken och utsågs till turneringens bästa back och fick motta Lill-Strimmas stipendium 2003. 